# SYNJ2BP
La proteína de unión a sinaptojanina-2 es una proteína que en humanos está codificada por el gen SYNJ2BP.

## Interacciones
Se ha demostrado que SYNJ2BP interactúa con:
- ACVR2A.[5][3]
- ACVR2B.[3]
- LRP1.[6]
- LRP2.[6]